# Ordine equestre
L'ordine equestre era una classe sociale dell'antica Roma. Tal ordine, basato sul censo, era composto dagli equites (plurale di eques, 'cavaliere', da equus, 'cavallo') .

## Storia

### Periodo monarchico
Durante l'età regia di Roma e nel periodo iniziale della Roma repubblicana, gli equites erano semplicemente dei soldati a cavallo; non formeranno un ordo, cioè una classe di censo a parte, fino al tempo dei Gracchi. La loro creazione è attribuita a Romolo, il quale fece eleggere dalla curia 300 cavalieri, divisi in tre centuriae, una centuria per ognuna delle Gentes originarie, e cioè Ramnes, Tities e Luceres. Le unità che componevano le centurie erano poi minuziosamente divise in modo da rappresentare tutte e tre le Gentes.
Tullo Ostilio, terzo re di Roma, aggiunse a questi dieci turmae di Albani, arrivando così a un totale di 600 cavalieri. Tuttavia, il numero delle centurie non era aumentato, così che ogni centuria era composta da 200 uomini. Tarquinio Prisco volle raddoppiare il numero di equites, creando delle nuove centurie e chiamandole col suo nome; abbandonò l'idea dopo l'opposizione dell'augure Atto Navio, chiamandole invece Ramnes, Titienses e Luceres posteriores. Servio Tullio, con l'istituzione dei Comitia centuriata, riorganizzò l'intero esercito e quindi anche gli equites, formando dodici nuove centurie ex primoribus civitatis, cioè composte dai cittadini più ricchi, e in più formò altre sei centurie dalle tre originarie create da Romolo, di origine patrizia, per un totale di diciotto centurie e cioè 3600 equites. Questa riorganizzazione, però, è attribuita da Cicerone a Tarquinio Prisco; il resoconto di Cicerone è frammentario, per cui non si può ricostruire con certezza la sua versione storica. Comunque, Cicerone sostiene che l'organizzazione degli equites non fosse cambiata dai tempi di Tarquinio Prisco ai suoi.
Gli equites ricevevano dallo stato un cavallo, detto perciò equus publicus, oppure l'Aes equestre, consistente in 1.000 assi, cioè i soldi necessari per acquistarne uno, più l'Aes hordearium, ovvero una somma annuale di 200 assi per il suo mantenimento. Livio riferisce, ricordando l'assedio di Veio, che alcuni cittadini benestanti, che non erano equites ma avevano abbastanza denaro per mantenere un cavallo, si arruolarono volontari con un cavallo preso a loro spese; lo stato li ripagò con una somma a mo' di compenso per aver servito con i propri cavalli. I soldati di fanteria avevano iniziato a ricevere una paga da pochi anni; la paga dei nuovi equites venne stabilita nel triplo. Le due classi di equites convivevano distinte: la prima, detta equites equo publico, e chiamata a volte dei Flexuntes o dei Trossuli; la seconda, composta da ricchi volontari, era detta degli equites Romani.

### Periodo repubblicano

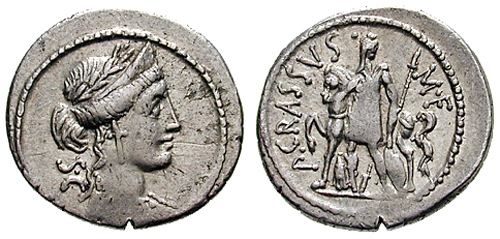
Moneta di Publio Licinio Crasso raffigurante un eques col suo cavallo

Nel periodo repubblicano si andò consolidando la struttura degli equites sia come corpo militare che come classe di censo dei cittadini. Gli equites che ricevevano un cavallo dallo stato erano sottoposti a ispezioni periodiche da parte dei censori, i quali avevano il potere di togliere loro il cavallo e ridurli alle condizioni di un aerarius, cioè di un soldato stipendiato di fanteria, nonché di assegnare l'equus publicus a un cavaliere che aveva finora servito con un cavallo a sue spese e si era dimostrato valoroso.
A questo proposito, i censori, durante il loro incarico, facevano una ispezione pubblica, detta Equitum Recognitio, nel Foro; gli equites delle varie tribù si schieravano in ordine, ognuno di loro veniva chiamato per nome e doveva sfilare a piedi davanti ai censori, i quali potevano giudicare l'equipaggiamento incompleto, o il cavaliere indegno, e sequestrargli il cavallo, obbligandolo a rifondere le spese del mantenimento allo stato. In questa rivista delle truppe, gli equites che volevano ritirarsi dal servizio, o avevano passato i limiti di età facevano davanti ai censori un resoconto delle campagne cui avevano partecipato e delle azioni compiute, ed erano congedati con onore o con disonore.
Vi erano altre occasioni ufficiali nel quale gli equites si mostravano al pubblico in tempo di pace. Livio ricorda che nel 304 a.C. i censori Quinto Fabio Massimo Rulliano e Publio Decio Mure, veterani ed eroi delle guerre sannitiche istituirono l'Equitum Transvectio, che si teneva alle Idi di Quintilis. Tutti gli equites componevano una processione dal tempio di Marte, nel Campo Marzio fuori le mura, entrando in città, passando per il Foro, fermandosi qui davanti al Tempio dei Dioscuri. Tutti gli equites erano coronati con rami di ulivo, e indossavano la trabea, portando con sé i riconoscimenti ottenuti in battaglia.
Fino al II secolo a.C. le centurie equestri erano viste come una divisione dell'esercito, e non avevano formato un ordo a sé; la principale divisione politica a Roma era ancora quella tra patrizi e plebei. Nel 123 a.C. la Lex Sempronia, introdotta da Gaio Sempronio Gracco, introduceva tra le due classi una terza, l'Ordo Equestris. La Lex Sempronia stabiliva che i giudici dovessero essere scelti tra i cittadini di censo equestre, e cioè di età tra i trenta e i sessant'anni, essere o essere stato un eques, o comunque avere il denaro per acquistare e mantenere un cavallo, e non essere un senatore. Il termine equites, perciò, dall'iniziale identificazione dei soldati a cavallo, passò prima a indicare chi quel cavallo aveva o aveva la possibilità di acquistarlo e poi chi aveva la possibilità di essere eletto come giudice.
Dopo le riforme dell'esercito di Gaio Mario, la presenza di nullatenenti nell'esercito cominciò a incrinare l'identificazione degli equites, intesi come cavalieri, nell'ordo equestris, composto da persone con un censo di 120-125.000 assi. Inoltre, ai cittadini romani si affiancarono le truppe di cavalleria ausiliarie italiche; mentre la parte militare ne uscì rafforzata, i cittadini romani componenti dell'ordo equestris non tolleravano facilmente di servire insieme a nullatenenti, pur essendo plebei come loro; perciò acuirono le loro prerogative di equestri che necessitavano larghe spese per distinguersi dal resto della plebe.
Con Silla, nell'80 a.C., agli equites venne proibito di divenire giudici attraverso la Lex Aurelia. Il prestigio e la ricchezza del ordo equestris vennero mantenuti attraverso i pubblicani, cioè gli esattori delle imposte, i quali dovevano avere una cospicua ricchezza personale per non arricchirsi attraverso le tasse; perciò questo divenne il mestiere naturale degli equites nella tarda età repubblicana. Cicerone parla di pubblicani e di equites quasi come se fossero sinonimi. Durante il consolato di Cicerone, gli equites ebbero parte attiva nel sopprimere la congiura di Catilina, acquistando un maggior potere. Da allora, come ricorda Plinio il Vecchio, divennero il terzo corpo dello stato, insieme a patrizi e plebei, al punto che dopo il Senatus PopolusQue Romanus aggiunsero et Equestris Ordo.
Nel 63 a.C., con la Lex Roscia Othonis, il tribuno della plebe Lucio Roscio ottenne per gli appartenenti all'ordo equestris il privilegio di sedere nei primi quattordici posti davanti all'orchestra. Dopo questa, altre leggi restituirono all'ordo equestris le prerogative che Silla aveva loro tolto; venne dato loro il diritto di vestire il Clavus Angustus o angusticlavio, e il privilegio di indossare un anello d'oro, prima ristretto ai soli equites equo publico.

### Riforma augustea e alto impero romano
Tra la tarda era repubblicana e i primi imperatori, il numero di equites ammessi nell'ordo equestris aumentò considerevolmente, mantenendo come criterio soltanto quello censitario, poiché i censori non indagarono più sulle radici familiari, che dovevano essere illustri, per decretare l'ammissione all'ordo. Nello stesso ceto equestre cominciò a serpeggiare il malcontento, sentendosi degradato come classe. Orazio dice:
Est animus tibi, sunt mores et lingua fidesque,
sed quadringentis sex septem milia desunt:
plebs eris.»
Tu hai cuore, buoni costumi, eloquenza,
ma dai quattrocento ai sei sette mila, manchi di censo:
sarai plebe.»
(Orazio, Epistulae, I, 1, 58)
Con Augusto si cercò di porre rimedio a questa situazione, ridando prestigio all'ordo equestris. Del resto Ottaviano ebbe un ottimo rapporto anche con i cavalieri, tanto che gli stessi spontaneamente e di comune accordo, celebrarono ogni anno la data della sua nascita, per due giorni consecutivi.
Dal 50 a.C. l'ufficio della censura era vacante; quando Augusto nel 29 a.C. assunse la praefectura morum, ripristinò la tradizione dell'equitum recognitio e dell'equitum transvectio, in linea con la sua politica di ritorno alla tradizione. Augusto non si limitò però a spolverare vecchie cerimonie, ma formò una nuova classe di equites che dovevano avere il censo di un senatore, e il vecchio requisito della nascita da libero almeno fino al nonno; venne permesso loro di indossare il latus clavius così come la più concreta e importante possibilità di eleggere tra le sue file sia i tribuni della plebe che i senatori. Svetonio ricorda che l'ordine venne riformato da Augusto:
(Svetonio, Augustus, 38.)
(Svetonio, Augustus, 39.)
(Svetonio, Augustus, 40.)
Al termine della loro magistratura in senato, veniva posta l'opzione se rimanere nella classe senatoria o ritornare in quella equestre. Più precisamente racconta:
(Svetonio, Augustus, 40.)
Ancora Svetonio racconta che fece partecipare alle rappresentazioni teatrali e ai combattimenti gladiatorii anche i cavalieri romani, fino a quando un decreto del Senato lo vietò. Questa nuova classe di equites venne distinta dalla precedente con il titolo di Illustres equiti Romani La formazione di questa nuova classe tese a diminuire la già scarsa considerazione per gli equites che non erano anche viri illustres.
Egli volle distinguere prima di tutto le carriere superiori dalle inferiori (il cosiddetto cursus honorum). Augusto dettò dei parametri d'avanzamento che comunque, in particolare per l'ordine equestre, videro la loro completa definizione a partire da Claudio, se non dai Flavi.
- Per le carriere militari: prefetto di coorte, tribuno angusticlavio di legione, compreso di un triplo tribunato a Roma (vigili, coorti urbane, coorti pretorie) prefetto d'ala.
- Procuratele: di carattere palatino (uffici di Roma) e di diversa natura, cancelleresco o tributario (es. a studiis, ab epistulis, XX hereditatium), finanziario provinciale (di maggior rango in province con più di una legione es. Belgica et duarum Germaniarum, Syria) e presidiale (di maggior rango in province con più auxilia es. Mauretania, Rezia etc);
- Prefetture: di flotta, dei vigili, dell'annona, d'Egitto, del pretorio; tali prefetture costituivano il cosiddetto Fastigium equestre, cioè l'apice della carriera di un cavaliere;
- Sacerdozi.
- La carriera equestre, successiva alle milizie, giungeva alle procuratele. Esse erano divise secondo il compenso annuo, derivante dall'importanza della carica, in LX (sexagenariae), C (centenariae), CC (ducenariae), CCC (tricenariae), che corrispondevano allo stipendio annuo percepito: 60.000, 100.000, 200.000 o 300.000 sesterzi.

Sotto Tiberio, si cercò di inasprire le regole per l'appartenenza agli illustres, proibendo strettamente di indossare un anello d'oro che indicasse il loro status di equites. Queste limitazioni caddero col tempo, allo stesso modo in cui decadde l'importanza degli equites.

A partire circa dal II secolo d.C. si stabilì una gerarchia delle cariche equestri, introducendo i titoli di vir eminentissimus, perfectissimus, egregius, splendidus.

### Tardo impero romano
Dopo Diocleziano, gli equites ebbero solo il ruolo di guardia cittadina, sotto il comando del Praefectus Vigilum; tuttavia mantennero, fino al tempo di Valente e Valentiniano il secondo grado in città e l'esenzione dalle pene corporali.